# 倉森ひとみ
倉森 ひとみ（くらもり ひとみ、1969年〈昭和44年〉9月17日 - ）は、日本のフリーアナウンサー、タレント。京都府出身。
元大阪テレビタレントビューロー（TTB）所属。現在は舞夢プロ所属。

## 略歴
大阪国際女子短期大学卒業。

## 出演
- びわ湖放送「ぶるるるぶびわこ」[2] - アシスタント
- KBS京都テレビ「歯っぴーライフ」[3] [4]- 元アシスタント
- KBS京都ラジオ「ベストヒット歌謡曲」- アシスタント
- 読売テレビ「ズームイン!!朝!」 - 関西ローカルパート、アシスタント

## 人物
- 趣味：映画鑑賞、演劇鑑賞、スポーツ観戦、写真
- 特技：ジャズダンス、モダンバレエ、着物着付け、バレーボール
- 資格：教員免許